# Rhithrogena orientalis
Rhithrogena orientalis is een haft uit de familie Heptageniidae. De wetenschappelijke naam van de soort is voor het eerst geldig gepubliceerd in 1990 door You.
De soort komt voor in het Palearctisch gebied.